# Eremorhax tuttlei
Eremorhax tuttlei är en spindeldjursart som beskrevs av Roewer 1934. Eremorhax tuttlei ingår i släktet Eremorhax och familjen Eremobatidae. Inga underarter finns listade i Catalogue of Life.